# Киселёво (деревня, Москва)
Киселёво — деревня в Троицком административном округе Москвы (до 1 июля 2012 года в составе Подольского района Московской области). Входит в состав поселения Клёновское.

## Население
| 1859 | 1890 | 1899 | 1926 | 2002 | 2006 | 2010 |
| ---- | ---- | ---- | ---- | ---- | ---- | ---- |
| 224  | ↘187 | ↘131 | ↗173 | ↘28  | ↗31  | ↗40  |

Согласно Всероссийской переписи, в 2002 году в деревне проживало 28 человек (11 мужчин и 17 женщин). По данным на 2005 год в деревне проживал 31 человек.

## География

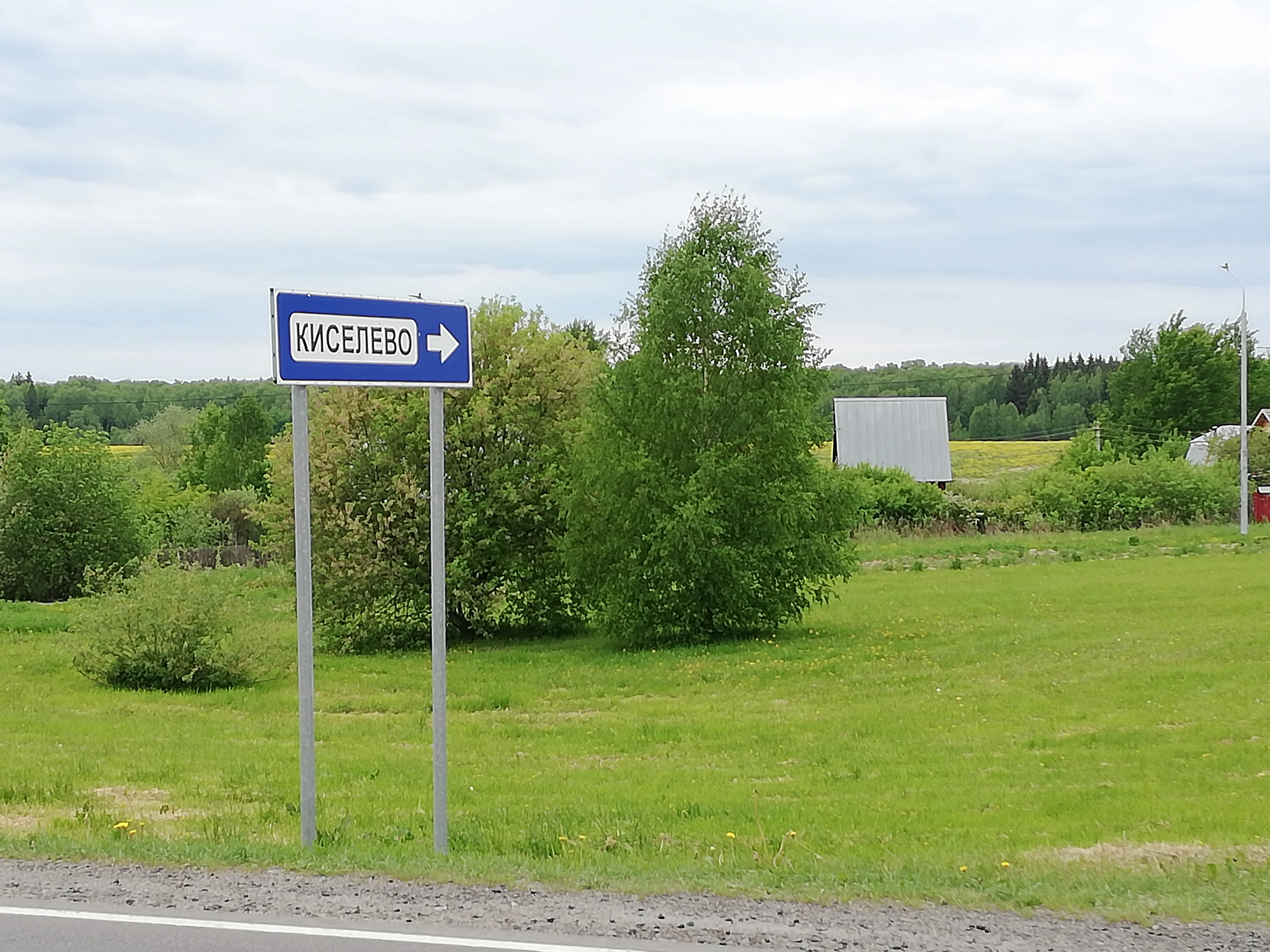
Дорожный указатель на Киселёво

Деревня Киселево расположена в восточной части Троицкого административного округа, на Варшавском шоссе примерно в 48 км к юго-юго-западу от центра города Москвы.
В 8 км северо-западнее деревни проходит Калужское шоссе А130, в 12 км к востоку — Симферопольское шоссе М2, в 4 км к северо-востоку — Московское малое кольцо А107, в 2 км к западу протекает река Моча.
К деревне приписано 12 садоводческих товариществ (СНТ) и садоводческий кооператив (СПК). Связана автобусным сообщением с 5-м микрорайоном Северного Бутова, городом Троицком и городом Подольском (маршруты № 1026, 1028, 1036, 1050 и 1077). Ближайший населённый пункт — село Клёново.

## История
В «Списке населённых мест» 1862 года — владельческое сельцо 1-го стана Подольского уезда Московской губернии на Московско-Варшавском шоссе, из Подольска в Малоярославец, в 15 верстах от уездного города и 13 верстах от становой квартиры, при пруде и колодцах, с 31 двором и 224 жителями (107 мужчин, 117 женщин).
По данным на 1899 год — деревня Клёновской волости Подольского уезда с 131 жителем, в деревне располагалась квартира сотского.
В 1913 году — 26 дворов.
По материалам Всесоюзной переписи населения 1926 года — деревня Клёновского сельсовета Клёновской волости Подольского уезда в 10,7 км от платформы Львовская Курской железной дороги, проживало 173 жителя (71 мужчина, 102 женщины), насчитывалось 35 крестьянских хозяйств.
1929—1963, 1965—2012 гг. — населённый пункт в составе Подольского района Московской области.
1963—1965 гг. — в составе Ленинского укрупнённого сельского района Московской области.
С 2012 г. — в составе города Москвы.